# Colbie Caillat
Colbie Marie Ashley Caillat, meglio conosciuta come Colbie Caillat (Newbury Park, 28 maggio 1985), è una cantautrice e compositrice statunitense di genere pop folk. Vincitrice di due Grammy Award, è stata la prima artista premiata con il Rising Star Award ai Billboard Women in Music Award e ha ricevuto il premio per la cantautrice dell'anno ai BMI Award del 2009.
Ha raggiunto la fama grazie alla piattaforma Myspace, arrivando a firmare un contratto con la Universal Music. Ha esordito nelle classifiche internazionali con Bubbly, primo singolo estratto dal suo album di debutto Coco. Proseguendo con la sua carriera ha pubblicato l'album Breakthrough, numero uno della Billboard 200 statunitense, in cui è presente il duetto con Jason Mraz Lucky, riconosciuto con il Grammy Awards Best Pop Collaboration with Vocals. Successivamente pubblica All of You e l'album di musica natalizia Christmas in the Sand. Dopo aver scritto e composto il brano We Both Know, colonna sonora di Vicino a te non ho paura per il quale viene nominata nuovamente ai Grammy Award, rilascia il quinto album in studio Gypsy Heart (2014) e il sesto album in studio The Malibu Sessions (2016).
Dall'inizio della carriera ha venduto oltre 16 milioni di copie tra singoli e album, oltre ad aver scritto e composto brani per numerosi artisti, collaborandovi vocalmente in alcune tracce, tra cui con Taylor Swift, Toni Braxton, Hilary Duff, Trace Adkins, Blake Shelton, Common e Andy Grammer.

## Biografia
Figlia del produttore Ken Caillat, studia fin da piccola canto e pianoforte. All'età di 15 anni incontra il produttore Mikal Blue e il cantautore Jason Reeves, che iniziano a lavorare per lei; in questo periodo impara a suonare la chitarra.
Durante il 2006 inizia a suscitare l'interesse di alcune testate musicali statunitensi (Rolling Stone, Washington Post) grazie al proprio profilo sul sito MySpace.

### Coco(2007/2008)
A seguito della popolarità raggiunta su Myspace, è messa sotto contratto e lavora al primo album Coco. Il genere musicale dell'album varia dal pop al folk e al rock. L'album debutta alla posizione numero cinque della classifica Billboard 200, vendendo più di 56 000 copie negli Stati Uniti nella prima settimana di pubblicazione.
Successivamente diventerà doppio disco di platino negli Stati Uniti per aver venduto più di 2 000 000 copie. Per promuovere l'album la cantante inizia un tour mondiale.
Il successo dell'album è scaturito dal primo singolo pubblicato, Bubbly, che raggiunge alte posizioni nelle classifiche statunitensi: quinto nella Billboard Hot 100 e secondo nella classifica pop.
Il secondo singolo pubblicato Realize ha un successo più moderato: negli Stati Uniti raggiunge la posizione n. 20 della classifica Billboard Hot 100.
Il terzo e ultimo singolo dell'album è The Little Things, una ballata pop con accenni al rock e al folk. Il singolo raggiunge solamente la posizione n. 107 della Billboard Hot 100, di fatto non entrandovi.
Durante questo periodo la cantante collabora col cantante Jason Mraz, nel brano Lucky. Quest'ultimo singolo ottiene il disco d'oro negli Stati Uniti. Grazie a questa collaborazione, Colbie, vince il suo primo Grammy Award.

### Breakthrough(2009/2010)
Al termine del tour mondiale torna al lavoro sul proprio secondo album, Breakthrough, uscito il 4 settembre 2009. Con questo album debutta alla vetta della Billboard 200, con vendite superiori alle 105 000 copie nella prima settimana di pubblicazione. Grazie al successo, la cantante è nominata alla 52ª edizione dei Grammy Award. L'album è disco d'oro per le vendite superiori a 500 000 copie. Dopo l'uscita dell'album la cantante intraprende un secondo tour mondiale.
Il primo singolo pubblicato è Fallin' for You, trasmesso dal 29 giugno 2009, e che raggiunge la posizione n. 12 della Billboard Hot 100.
Come secondo singolo pubblica I Never Told You, collocatosi alla posizione n. 48 della classifica statunitense. Come terzo singolo pubblica Begin Again.

### All of YoueChristmas in the Sand(2011/2012)
Nel luglio del 2011 pubblica il suo terzo album: All of You, preceduto dai singoli I Do e Brighter Than The Sun.
Nell'ottobre 2012 pubblica un album natalizio dal titolo Christmas in the Sand, che contiene le partecipazioni di Brad Paisley, Gavin DeGraw, Justin Young e Jason Reeves.

### Gypsy Heart(2013-oggi)
Nel novembre 2013 pubblica il singolo Hold On, il primo estratto dall'EP Gypsy Heart (Side A), che esce nel giugno 2014 e che contiene anche Try. Il brano Try è pubblicato insieme ad un video musicale che include svariate guest star famose, tra cui Miranda Lambert, Sara Bareilles e alcuni componenti delle Fifth Harmony.
Collabora con Jason Reeves e Toby Gad coscrivendo il brano Chasing the Sun per Hilary Duff.
Nel settembre 2014 pubblica Gypsy Heart, prodotto da Babyface e pubblicato per la Republic Records.
Nel 2016 Colbie pubblica l'album acustico The Malibu Sessions e porta avanti un tour per la sua promozione.

## Discografia
- 2007 - Coco
- 2009 - Breakthrough
- 2011 - All of You
- 2012 - Christmas in the Sand
- 2014 - Gypsy Heart
- 2016 - The Malibu Sessions
- 2023 - Along the Way

## Filmografia
- 2008 - Três Irmãs
- 2009 - Hannah Montana

## Tour
- 2007/2008: Coco World Tour
- 2009/2010: Breakthrough World Tour
- 2011: All of You Summer Tour
- 2014: Gypsy Heart Tour